# Georg Matthias Monn
Georg Matthias Monn (Viena, 9 d'abril de 1717 - 3 d'octubre de 1750) fou un compositor austríac que morí molt jove.
El 3 d'octubre de 1750 encara era organista de l'església de Sant Carles de la capital austríaca. El seu estil oscil·la entre l'antic i el modern, el que ha servit perquè els seus admiradors el consideressin com el creador de l'estil instrumental modern, però aquesta glòria correspon sens dubte a Stamitz, com es pot comprovar examinant les obres d'ambdós compositors. No obstant se li ha de reconèixer el mèrit d'haver fundat junt amb Georg Christoph Wagenseil i Josef Starzer el Moviment Preclàssic Vienès (Wiener Vorklassik).
Les de Monn comprenen principalment composicions instrumentals, malgrat que també va escriure un bon nombre de música religiosa.